# Ildved
Ildved ligger i Sydjylland og er en lille landsby i den nord-østlige del af Vejle Kommune. Landsbyen tilhører Region Syddanmark og der er knap 15 kilometer til regionshovedbyen Vejle. I Ildved ligger Ildved Kirke.
55°48′41″N 9°28′19″Ø / 55.81139°N 9.47194°Ø